# Bataillon des Filles-Saint-Thomas
Le bataillon des Filles-Saint-Thomas fait partie de la Garde nationale de Paris, créée le 13 juillet 1789. Il est surtout connu pour sa participation à la défense du Palais des Tuileries, lors de la Journée du 10 août 1792, mais avant la chute de la monarchie, il joue un rôle important dans la répression des différentes insurrections parisiennes et lors de l'insurrection royaliste du 13 vendémiaire an IV. Rebaptisé section Lepelletier, il constitue le fer de lance des manifestants. Et pourtant, les survivants de la Journée du 10 août 1792 sont presque tous morts pendant les massacres de Septembre ou guillotinés.

## Un « bataillon aristocrate »?

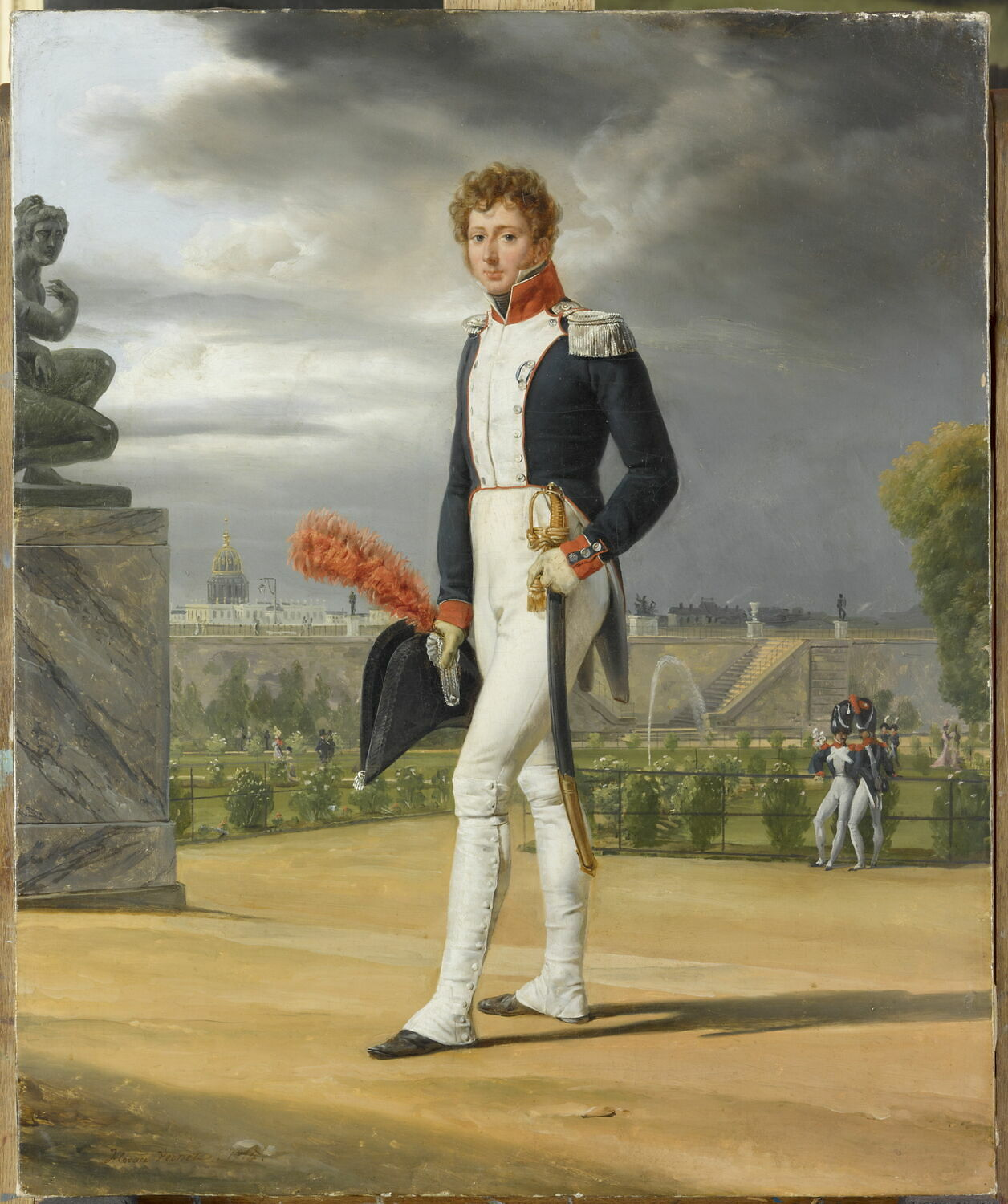
Un officier de la Garde nationale dans les jardins des Tuileries.

Rien ne laisse à penser en 1789 que ce bataillon va devenir un bataillon aristocrate. Le premier commandant du bataillon des Filles-Saint-Thomas est Louis-Félix Guynement de Kéralio, père de Louise-Félicité de Kéralio, femme de lettres et féministe. Les 60 bataillons, qui correspondent aux 60 districts de la capitale, reçoivent chacun un drapeau durant les mois d'août et septembre 1789. François Robert, gendre de Louis Félix Guynement de Kéralio, note que l’épigraphe de son journal, Le Mercure national, ne change guère de celle du drapeau du district des Filles-Saint-Thomas : Vivre libre ou mourir. Le bataillon et le district ne sont en rien hostiles aux idées nouvelles : 
- Nicolas-Jean Hugou de Bassville est membre du comité de district ;
- Louis-Lézin de Milly, américain, citoyen de Paris, avocat en Parlement, est l'un des commissaires nommés par le district des Filles-Saint-Thomas pour l'examen de la question relative à la liberté et à l'abolition de la traite des nègres[1]. Il présida l'assemblée du district des Filles-Saint-Thomas puis de la section de la Bibliothèque de mai à novembre 1790 ;
- Tassin de l’Etang, le second chef de ce bataillon, aperçoit en octobre 1789 un individu avec une cocarde noire, signe de ralliement des ennemis de la Révolution, aussitôt il la lui arrache et la foule aux pieds[2].

Toutefois les grenadiers du bataillon des Filles-Saint-Thomas sont très souvent des bourgeois, d’humeur modérée, qui sont très attachés au roi et à la Constitution. Ce sont des banquiers, des agents de change, des marchands. Comme ils ont eu, à dater du jour où le roi est venu à Paris, à partager le service du château avec des troupes d’élite, et notamment avec les Suisse, ils n’ont pas voulu être ridicules et se sont entraînés. Les Feuillants et les Filles-Saint-Thomas manœuvrent comme de vieux soldats.
Madame Agathe de Rambaud qui s’occupe de l’éducation du futur Louis XVII, en racontant ses souvenirs de 1785 à 1792, à sa famille et à ses proches, insistera sur les différences d’attitude des bataillons qui assurent à tour de rôle la garde au palais des Tuileries, pendant plus de deux ans. Mais, l'attitude de la Garde nationale est en 1792 considérée comme beaucoup moins loyale, par les proches de la famille royale. Elle varie effectivement d'un bataillon à un autre :
« 
Un soir, alors qu'arrive aux Tuileries une excellente Garde nationale, la reine va au petit jardin du Dauphin, dont elle revient par la terrasse de l’Eau. Des fédérés qui passent sur le quai, ayant aperçu la Reine, l’insultent. Marie-Antoinette veut se retirer, mais les Gardes nationaux la supplient de n'en rien faire et de leur laisser  apprendre à ces drôles-là qu'on ne les redoutent pas.  Ils se mettent  alors à crier :
- Vivent le Roi et la famille royale !

Les fédérés s'en plaignent le lendemain à l'Assemblée législative, qui, quoique instruite de leur insolence, les félicite. Les gardes nationaux qui accompagnent la Reine sont du bataillon des Filles-Saint-Thomas.  »
Les bataillons des Filles-Saint-Thomas, des Petits-Pères, de Henri IV et celui des Grands-Augustins, nous protégeaient  des brigands et des factieux écrira Madame de Tourzel dans ses mémoires.

### Les derniers défenseurs du roi
La Garde constitutionnelle du Roi est dissoute le 29 mai 1792 par l'Assemblée législative. Le duc de Brissac est décrété d'arrestation, et les postes du Palais des Tuileries, sont remis à la Garde nationale. 
La Garde nationale et les gardes suisses sont les dernières troupes assurant la défense du roi face aux révolutionnaires. Or, si le général  Galiot Mandat de Grancey garantit toujours sur sa tête les bonnes intentions du roi, du fait de la fuite de Varennes et de la propagande révolutionnaire, il ne réussit plus à convaincre l'ensemble des gardes nationaux. Les bataillons des faubourgs Saint-Antoine et Saint-Marceau lui sont d'ailleurs franchement hostiles dès 89, et, dans les autres bataillons, les gardes les plus pauvres sont favorables aux idées jacobines.
Après cette dissolution, La Fayette devient un traître aux yeux de certains révolutionnaires, car il vient à Paris défendre le roi et la Constitution.

### Les répétitions avant l'assaut final

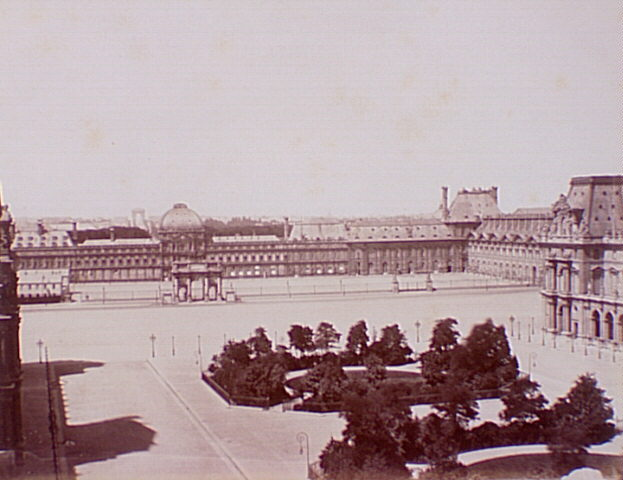
Le palais des Tuileries où le bataillon monte la garde quand c’est son tour. Le pavillon de Marsan est à la droite de la photo.

Le 20 juin 1792, Boscary de Villeplaine, le commandant en second du bataillon vole à la défense de la famille royale. Trois rangs de grenadiers du bataillon des Filles-Saint-Thomas se rangent devant la table et protègent tant bien que mal la famille royale de la foule. 
Le 14 juillet 1792, lors de la seconde fête de la Fédération, le Roi sort à midi du palais des Tuileries, pour aller au Champ de Mars, ayant dans sa voiture la reine, ses deux enfants, Madame Élisabeth, et Madame la princesse de Lamballe. L’escorte du roi est composée de Suisses et de nombreux grenadiers de la garde nationale. Elle réussit à assurer sa protection. Même si François-René de Chateaubriand constate que « Paris n'avait plus en 1792, la physionomie de 1789 et de 1790. Ce n'était plus la Révolution naissante, c'était un peuple marchant ivre à ses destins au travers des abîmes, par des voies égarées. L'apparence du peuple n'était pas tumultueuse, furieuse, empressée, elle était menaçante. On ne rencontrait, dans les rues, que des figures effrayantes ou farouches, des gens qui se glissaient le long des maisons afin de n'être pas aperçus, ou qui rôdaient cherchant leur proie...».

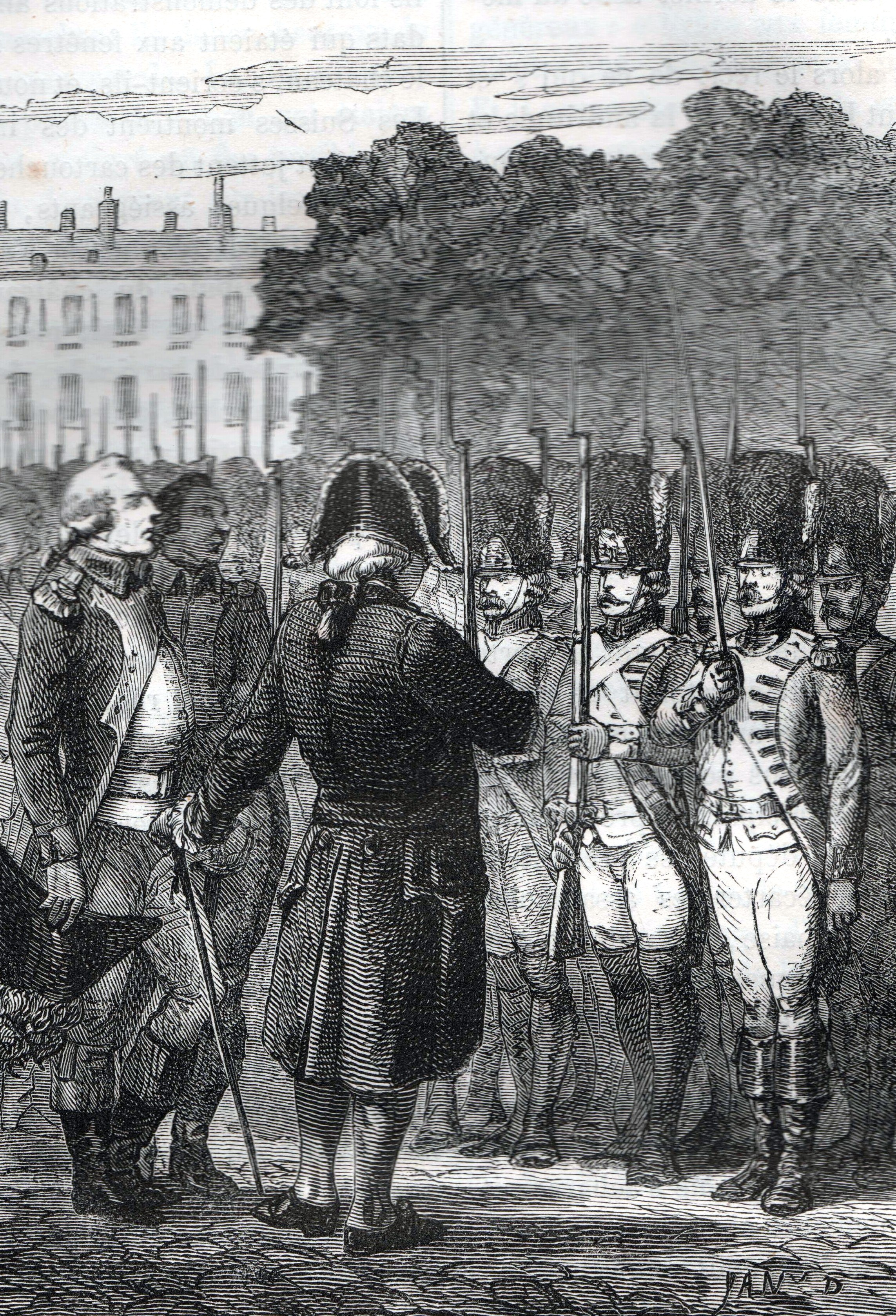
Louis XVI traversant les rangs des troupes défendant le palais des Tuileries avec Augustin-Joseph de Mailly, maréchal de France, avant les combats de la journée du 10 août 1792.

Le 20 juillet 1792, une rumeur se propage : « les députés du côté gauche ont été assassinés par les aristocrates… 10 000 fusils sont stockés aux Tuileries ». C’est à nouveau l’insurrection, mais, cette fois-ci, 4 à 5 000 gardes nationaux se rendent au château, et les fédérés et les hommes à pique des faubourgs se méfient de leur attitude. Le roi ordonne à Pétion de venir vérifier la présence de ses armes.
Le 30 juillet 1792, Duhamel, lieutenant du bataillon des Filles-Saint-Thomas, agent de change, est tué par des Marseillais et plusieurs autres Gardes sont plus ou moins grièvement blessés. Leurs camarades viennent à leur secours et blessent des gardes nationaux marseillais. Ils se réfugient au palais des Tuileries. Mandat fait relever le pont-levis. Ils sont soignés, pansés par la reine et les femmes. Les grenadiers des Filles-Saint-Thomas, aussitôt mobilisés par un ordre de Mandat braquent leurs canons devant la Comédie italienne et Théodore de Lameth propose d’attaquer la caserne des Marseillais. Mais Tassin, le chef  de bataillon des Filles-Saint-Thomas, exige une réquisition légale. Mathieu Dumas demande que le cadavre de Duhamel soit porté à la barre de l’Assemblée, mais Charles Barbaroux racontera plus tard que l’affaire est « un complot destiné à massacrer les Marseillais ». Le lendemain, les Révolutions de Paris racontent que « six ou sept cents  hommes habillés de noir, tous chevaliers de Saint-Louis ont passé la nuit au château ». Marie-Antoinette s’inquiète dans une lettre à Fersen que « cent quatre-vingt grenadiers aient pris la fuite… ». Taine ne s’en étonnera pas : « des hommes prompts aux coups l’emportent toujours sur des marchands ». 
La Fayette écrit : « On me dit que le bataillon des Filles-Saint-Thomas a envoyé ses grenadiers à Metz… ce 4 août 1792 ». Ce qui explique peut-être qu’ils ne sont que 600, voire 400 en y ajoutant quelques gardes des Petits-Pères, selon d’autres sources.

## La journée du 10 août 1792

### Mandat et Marie-Antoinette

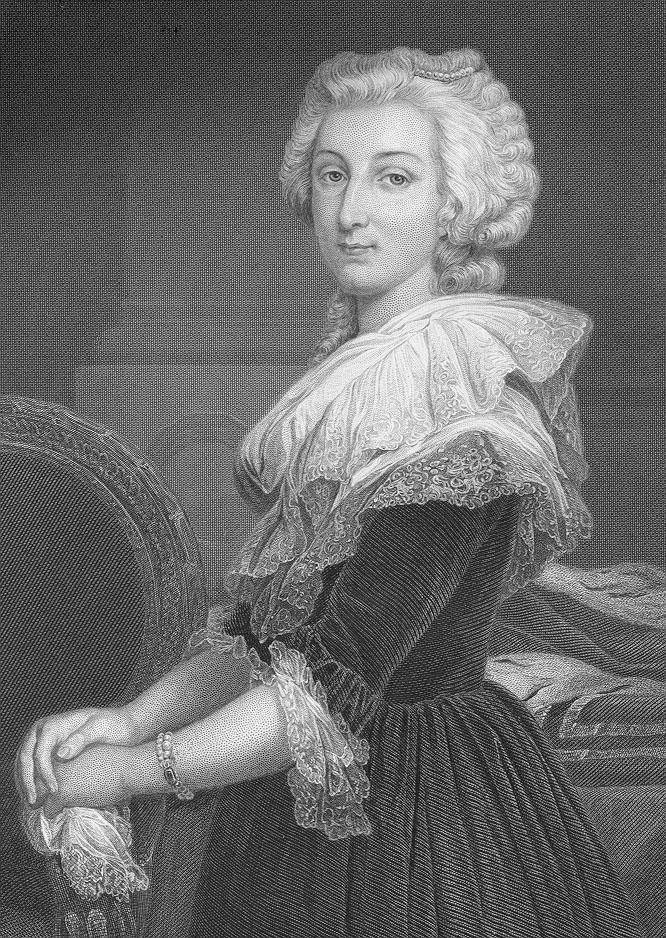
Marie-Antoinette harangue les grenadiers.

Pour renforcer la garde nationale, Mandat fait appel à seize bataillons dès le 5 août 1792, mais seuls un peu plus de deux mille hommes consentent à participer à la défense du palais des Tuileries. En outre, si les bataillons des Petits-Pères et des Filles-Saint-Thomas manifestent en arrivant leur dévouement à la cause royale, il n’en est pas de même pour la plupart des autres, notamment pour celui des canonniers du Val-de-Grâce qui, commandés par le capitaine Langlade, semblent prêts à tout instant à passer du côté des insurgés. Marie-Antoinette, devant ses appartements, harangue vingt grenadiers de la garde nationale :
 - Messieurs, tout ce que vous avez de plus chers, vos femmes et vos enfants, dépendent de notre existence, notre intérêt est commun.
et leur désignant des nobles qui se préparent à subir l’assaut des ennemis dans les appartements, elle ajoute :
 - Vous ne devez pas avoir de défiance de ces braves gens  qui partageront vos dangers et mourront jusqu’au dernier pour défendre leur Roi.
Les domestiques du Tuileries et les nobles, dont certains sont venus en uniforme de grenadiers de la garde nationale avec le bonnet d’ours, sont en général mal armés. 
Une partie des officiers des Filles-Saint-Thomas soupent le 9 août avec des  membres du Club des Feuillants, quelques notables et Moreau de Saint-Méry. Ils multiplient les toasts au roi et à la Constitution. Les simples gardes ont bu un peu eux aussi pour se donner du courage. Ils craignent les émeutiers parisiens, car ils ont comme nous l’avons vu, défendu plusieurs fois les Tuileries. Le sacrifice de leur vie leur parait peut-être excessif. Les gardes nationaux n’ont que trois cartouches par homme.

### La défense du palais des Tuileries

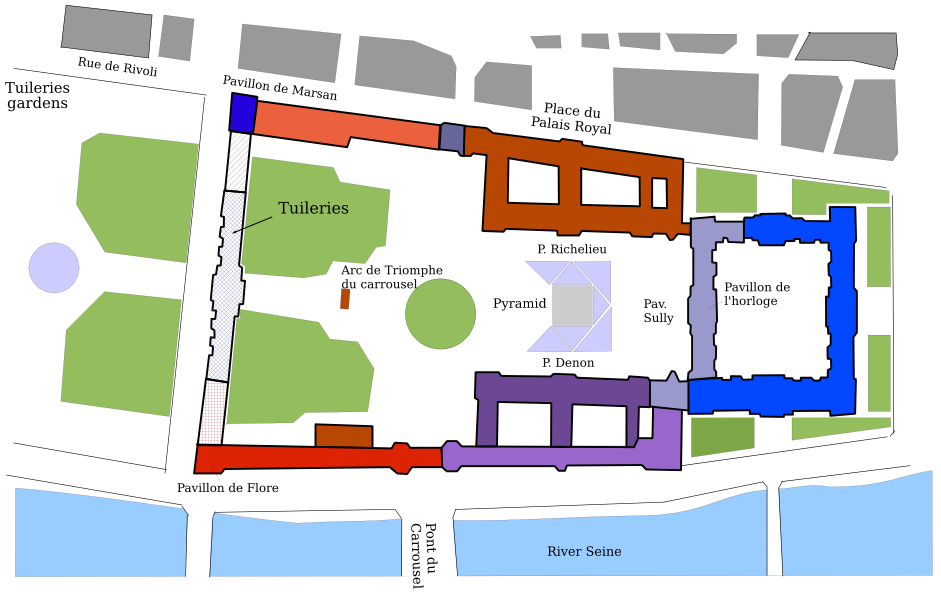
Ancien emplacement du palais.

Les gardes sont répartis pendant la nuit du 9 au 10 août dans les différents postes. Le bataillon des Filles-Saint-Thomas est placé près du pavillon de Marsan, des grenadiers nationaux, au premier étage de la Galerie du bord de l’eau, sur deux rangs, l’un tourné vers la Seine et l’autre vers la cour des Princes, et les canonniers, dans les trois cours. On dispose cinq pièces de canon dans la cour Royale, entre la porte et l’entrée du vestibule, encadrées d’un bataillon de gardes nationaux d’un côté et d’un bataillon de gardes Suisses de l’autre. Un même nombre de pièces est placé devant le pavillon central du côté du jardin. Enfin, des gardes nationaux sont placés au Pont Neuf et sous l’arcade Saint-Jean, place de Grève. Ils gardent aussi les issues de la Terrasse des Feuillants.
La gendarmerie à cheval, composée surtout d'anciennes gardes-françaises, n'est pas sûre. Au total, la défense ne peut compter que sur quinze ou seize cents hommes fidèles. Et ils manquent de munitions. Dans la nuit, Tassin de l’Etang, le chef de bataillon des Filles-Saint-Thomas, et son frère rencontrent le roi. Boscary de Villeplaine, le commandant en second du bataillon, le rencontre lui plusieurs fois.

### La dernière aube

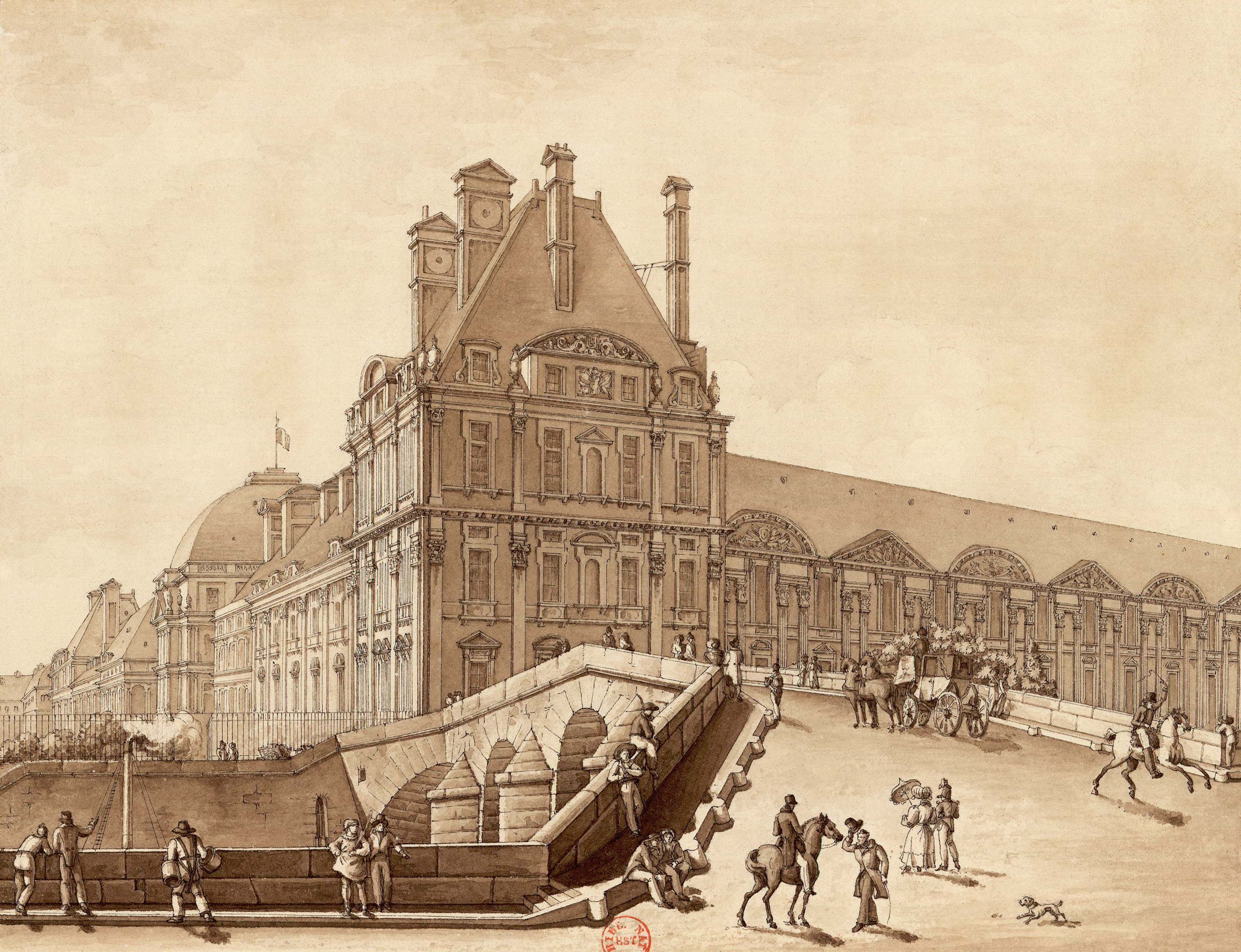
Le Palais des Tuileries, à droite de la gravure, la galerie du bord de l’eau.

Le 10 août, à quatre heures du matin, éclate une querelle, entre l’adjudant-général Doucet et le capitaine Langlade au sujet de la position des pièces de canon, que Langlade juge trop proches de la Porte-royale et qu’il fait reculer au grand dam de l’adjudant. Les canonniers du Val-de-Grâce, qui ne cachent pas leurs sentiments républicains, menacent de faire défection au moment où les patriotes passeront à l’attaque. Les grenadiers des Filles-Saint-Thomas leur répliquent qu’ils n’hésiteront pas à les pousser à faire feu en usant de la force de leurs baïonnettes.
Acloque, chef de la deuxième légion de la garde nationale, se hâte de prévenir la famille royale, réunie dans la chambre du roi, de l’imminence du danger. Pour apaiser la foule, Louis XVI accepte de se montrer, et se rend dans la salle de l’œil-de-bœuf où il est entouré par Acloque, plusieurs officiers, les ministres Lajard et Chambonas, Madame Élisabeth et d’autres personnes encore. Il se laisse placer dans l’embrasure d’une des fenêtres de la pièce, tandis que l’on dispose devant lui plusieurs rangs de banquettes pour le protéger. Six grenadiers royalistes du bataillon des Filles-Saint-Thomas arrivent au même instant. Le sergent des canonniers, Joly se place à la droite du roi, un grenadier, Auguste, à sa gauche, et le maréchal de Mouchy s’assied devant.

## Pétion et les gardes suisses

La Prise des Tuileries le 10 août 1792 par Jean Duplessis-Bertaux, Musée du château de Versailles

Prétextant l'extrême chaleur, Pétion descend alors sur la terrasse. Il y est mal reçu par les gardes nationaux loyalistes des Filles-Saint-Thomas. Dès lors, il ne songe plus qu'à se mettre à l'abri. Les gardes le gardent de force et il n’est pas relâché qu’après les ordres réitérés du roi. De mauvaise grâce, en sa qualité de maire, Pétion signe l'ordre de repousser la force par la force, si le château est assailli.
Bien encadrés, habitués à une discipline stricte, la plupart des gardes suisses, quoique le départ des deux compagnies qui ont accompagné la famille royale à l'Assemblée les ait fort réduits, sont encore capables de résistance. Certains sont aux fenêtres avec des gentilshommes volontaires, d'autres ont été massés sur les marches du grand escalier qui descendant des appartements et de la chapelle débouche dans le vestibule. Mêlés aux habits bleus des Filles-Saint-Thomas, protégés par une espèce de barricade, le fusil en joue, ils attendent l'attaque.

## Après la journée du 10 août 1792

### Les vaincus

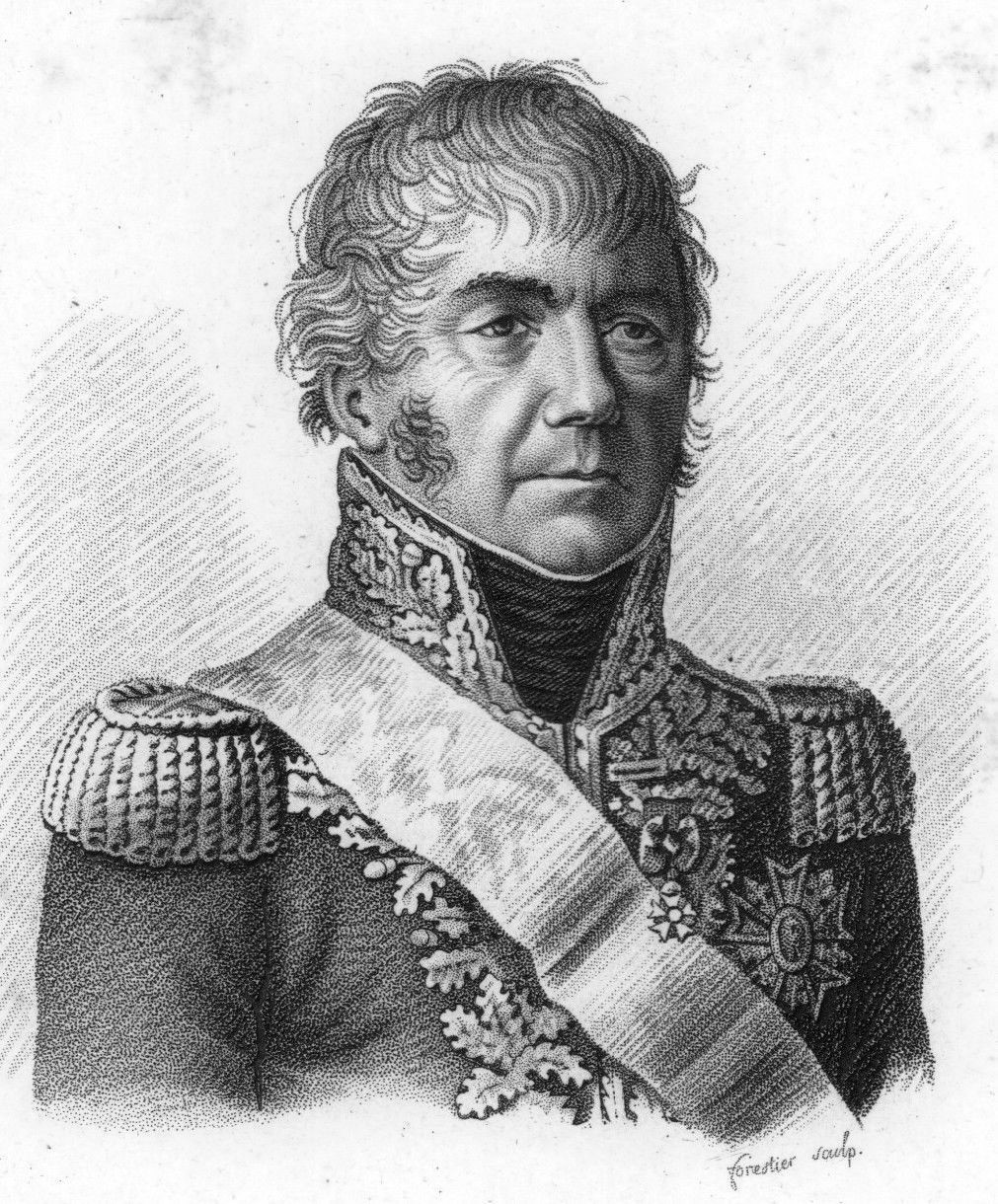
François Joseph Lefebvre.

Les gardes nationaux des Filles-Saint-Thomas qui n’ont pas été tués dans les combats essaient de fuir, malgré les assaillants qui recherchent les défenseurs du palais. Certains vont mourir en prison des suites de leurs blessures, ou sont tués durant les massacres de Septembre qui s'ensuivent. Boscary de Villeplaine, le commandant en second, se cache dans la Brie, puis quand une cinquantaine de soldats le recherche, il se réfugie dans le Beaujolais, et de là passe en Suisse. 
Pour les survivants du bataillon des Filles-Saint-Thomas, c'est le dernier acte de résistance. Le club des Feuillants, les compagnies de grenadiers et chasseurs de la Garde nationale qui forment la force de la bourgeoisie sont dissous. Beaucoup d'officiers de la Garde doivent abandonner leurs fonctions et les compagnies d'élite sont supprimées.
La plupart des défenseurs échappés du Palais des Tuileries sont peu à peu arrêtés. C’est le cas de Weber, grenadier du bataillon des Filles Saint-Thomas, frère de lait de Marie-Antoinette. Un rapport des commissaires nommés par l'Assemblée du 12 août 1792 est rédigé sur la conduite du bataillon des Filles-Saint-Thomas, du 9 au 10 août. La section change de nom : tout d’abord section de 1792, puis Lepelletier. Les révolutionnaires accusent les grenadiers de participations aux « complots liberticides du tyran Capet ».
Le futur maréchal d'Empire, François Joseph Lefebvre, mari de Madame Sans-gêne, premier sergent des Gardes françaises le 9 avril 1788, n’est pas emprisonné, mais il n’était pas là. Toutefois, il est entré comme instructeur dans le bataillon des Filles-Saint-Thomas et, à la tête d'un détachement de ce bataillon, est blessé deux fois en défendant la famille royale. Une première fois, en tentant de la protéger au retour aux Palais des Tuileries, après son départ pour Saint-Cloud, une deuxième en favorisant la fuite vers Rome des tantes du roi Louis XVI et en 1792, il sauve la caisse d'escompte du pillage.

### Des guillotinés anonymes ou presque

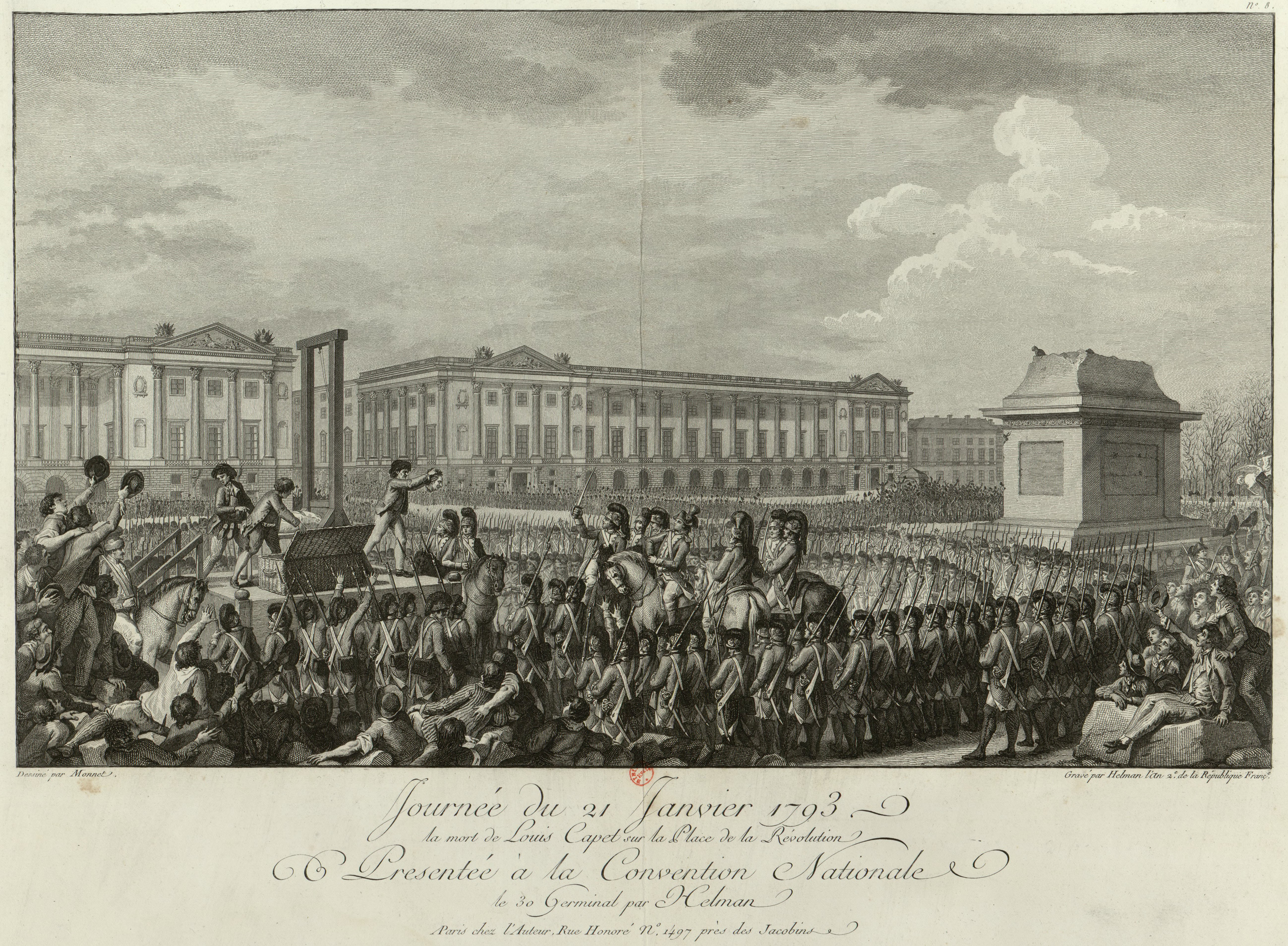
La place de la Révolution pendant la Terreur.

Le 14 Floréal, an II (3 mai 1794) sont conduits place de la Révolution des officiers et des grenadiers du bataillon des Filles-Saint-Thomas, survivants des combats du 10 août 1792,, : 
- « Tassin Gabriel (dit Letang), âgé de 50 ans, ci-devant, banquier, et commandant du bataillon des filles-St-Thomas, né et domicilié à Paris, comme contre-révolutionnaire, ayant trempé dans la conspiration, et secondé les complots liberticides du tyran capet, à la journée du 10 août 1792 ». Tassin de l’Etang a remplacé Anne Charles Sigismond de Montmorency-Luxembourg (1737-1803), comme grand administrateur général du Grand Orient de France[19]. En réalité sa condamnation est due aussi au fait qu’il fait passer des fonds à des clients émigrés et il est propriétaire d’imprimeries, qui sont mises sous séquestre[20] ;

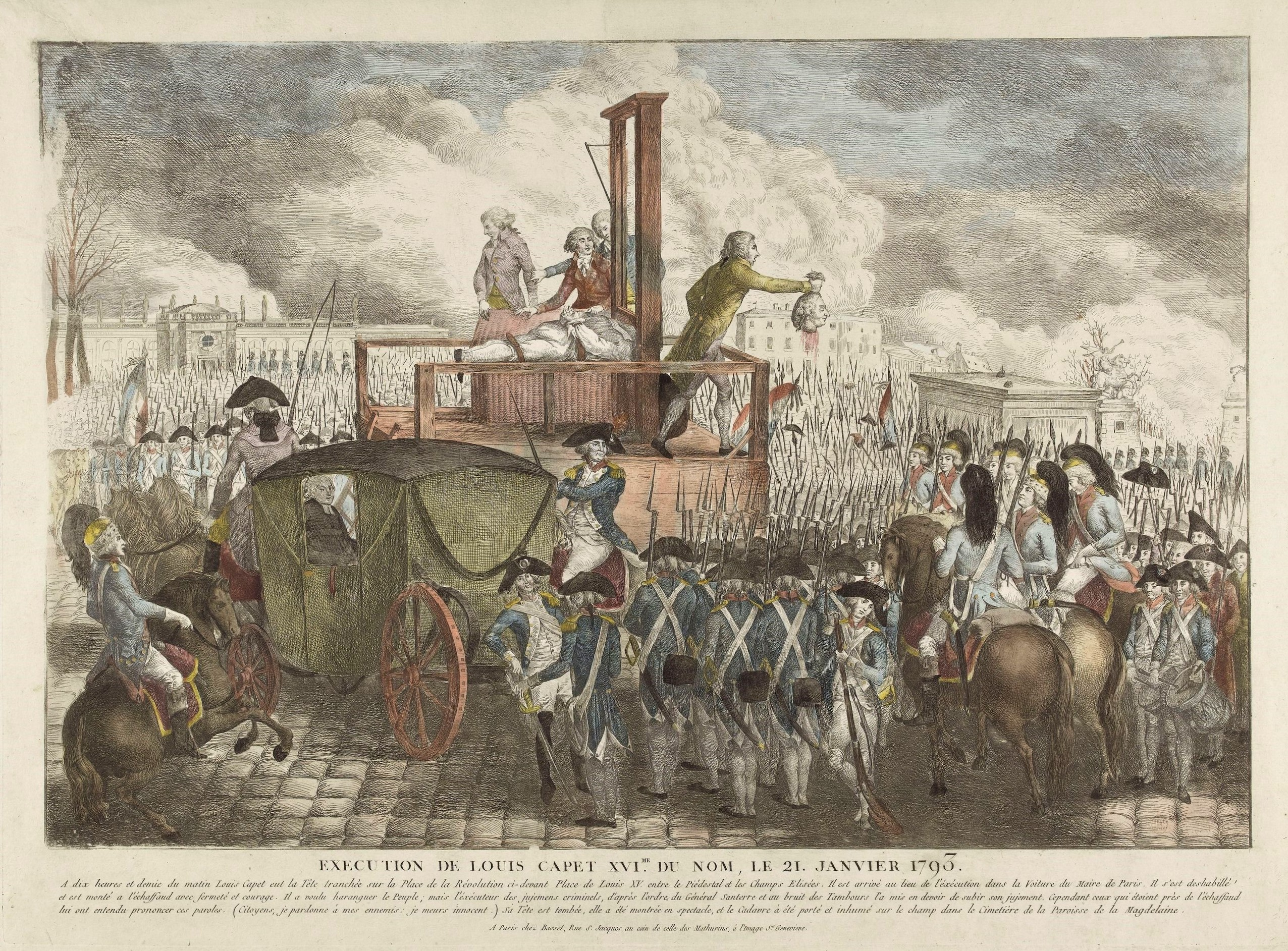
Le tyran capet, qui est l'organisateur du complot liberticide de la journée du 10 août 1792, est guillotiné.

- « Bérard Thomas Simon, âgé de 53 ans, né à Lyon, ancien négociant armateur, domicilié à Paris, département de la Seine, commandant du bataillon des filles-Thomas, condamné à mort le 14 floréal an 2, par le tribunal révolutionnaire de Paris, comme complice d'une conspiration qui a existé en faveur de capet et de sa femme, du massacre des citoyens au champ de Mars, le 17 juillet 1791, et de celui du 10 août 1792 ». En réalité Bérard n’a jamais été commandant du bataillon des Filles-Saint-Thomas. Il est capitaine de la 3e Compagnie du bataillon des Filles du Calvaire. À son procès, Bérard proteste qu'il n'avait jamais aimé Tassin de l'Etang, son chef de bataillon, qu'ils étaient, au contraire, en mauvais termes depuis le début de la Révolution[21]. Il atteste qu’il s’est toujours montré bon patriote et zélé républicain. Le 10 août 1792, il accompagne la famille royale à l'Assemblée ;

- « Tassin Louis Daniel, âgé de 52 ans, ci-devant banquier, et député suppléant du Tiers à Paris, né et domicilié à Paris, département de la Seine, condamné à mort, le 14 floréal an 2, par le tribunal révolutionnaire de Paris, comme contre-révolutionnaire, ayant trempé dans la conspiration et secondé les complots liberticides du tyran capet, à la journée du 10 août 1792. » Durant la Terreur le Grand Orient de France s'est mis en sommeil de 1793 à 1796. Deux ateliers maintiennent une activité durant cette période. Ce Tassin est membre avec son frère, Tassin de l’Etang, de la loge maçonnique parisienne, Le Centre des Amis, durant la Terreur[22].  Il est arrêté dès 1793[23] ;

- « Weinmaring Jean Philippe, ou Van Maring, commis banquier, âgé de 40 ans, né à Malchem département du Bas-Rhin, domicilié à Paris département de la Seine, condamné à mort le 14 floréal an 2, par le tribunal révolutionnaire séante à Paris, comme complice de Tassin et agent de la conspiration de capet au 10 août 1792 » Capitaine des grenadiers ;

- « Piquet Simon, brocanteur et aide de camp de Crillon, âgé de 39 ans, natif de Strasbourg, domicilié à Paris, département de la Seine, condamné à mort, le 14 floréal an 2, par le tribunal révolutionnaire de Paris, comme contre-révolutionnaire, complice de Tassin, et agent de la conspiration du tyran capet au 10 août 1792 » ;

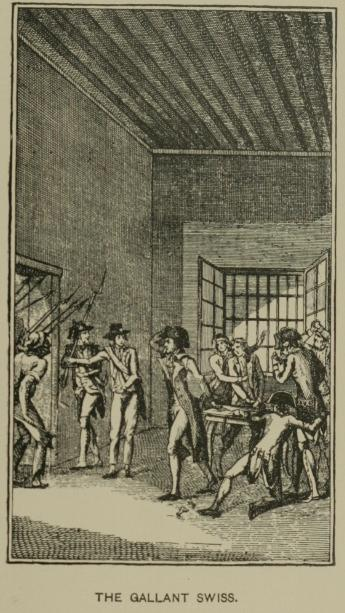
Les gardes suisses survivants sont conduits eux aussi à la guillotine.

- « Laurent François-Hippolyte, vitrier, sous-lieutenant du bataillon des filles-St-Thomas, né le 25 juillet 1766 à Paris » ;

- « Maulget Joseph Louis, âgé de 46 ans, architecte, né et domicilié à Villers-Coterets, département de l'Aisne, condamné à mort le 14 floréal an 2, par le tribunal révolutionnaire de Paris, comme contre-révolutionnaire. » Capitaine du bataillon des filles-St-Thomas ;

- « Rougemont Étienne Jacques Armand, directeur de la comptabilité des loteries, âgé de 42 ans, natif de Coursenson, département de la Sarthe, condamné à mort, le 14 floréal an 2, par le tribunal révolutionnaire de Paris, comme convaincu d’avoir trempé dans la conspiration et secondé les complots de capet, de sa famille dans la journée du 10 août 1792. » Étienne de Rougemont ;

- « Angibeau Pierre Étienne, âgé de 57 ans, né et domicilié à Paris, traiteur, grenadier du bataillon des filles St Thomas, condamné à mort le 14 Floréal an 2, par le tribunal révolutionnaire de Paris, comme convaincu d'être auteur ou complice d'un complot qui a existé entre capet et sa femme, tendant à troubler la sûreté de l'état, en portant atteinte à la liberté du peuple, et dont les suites ont coûté la vie à grand nombre de citoyens au champ de Mars, le 17 juillet 1791, et dans la journée du 10 août 1792 » ;

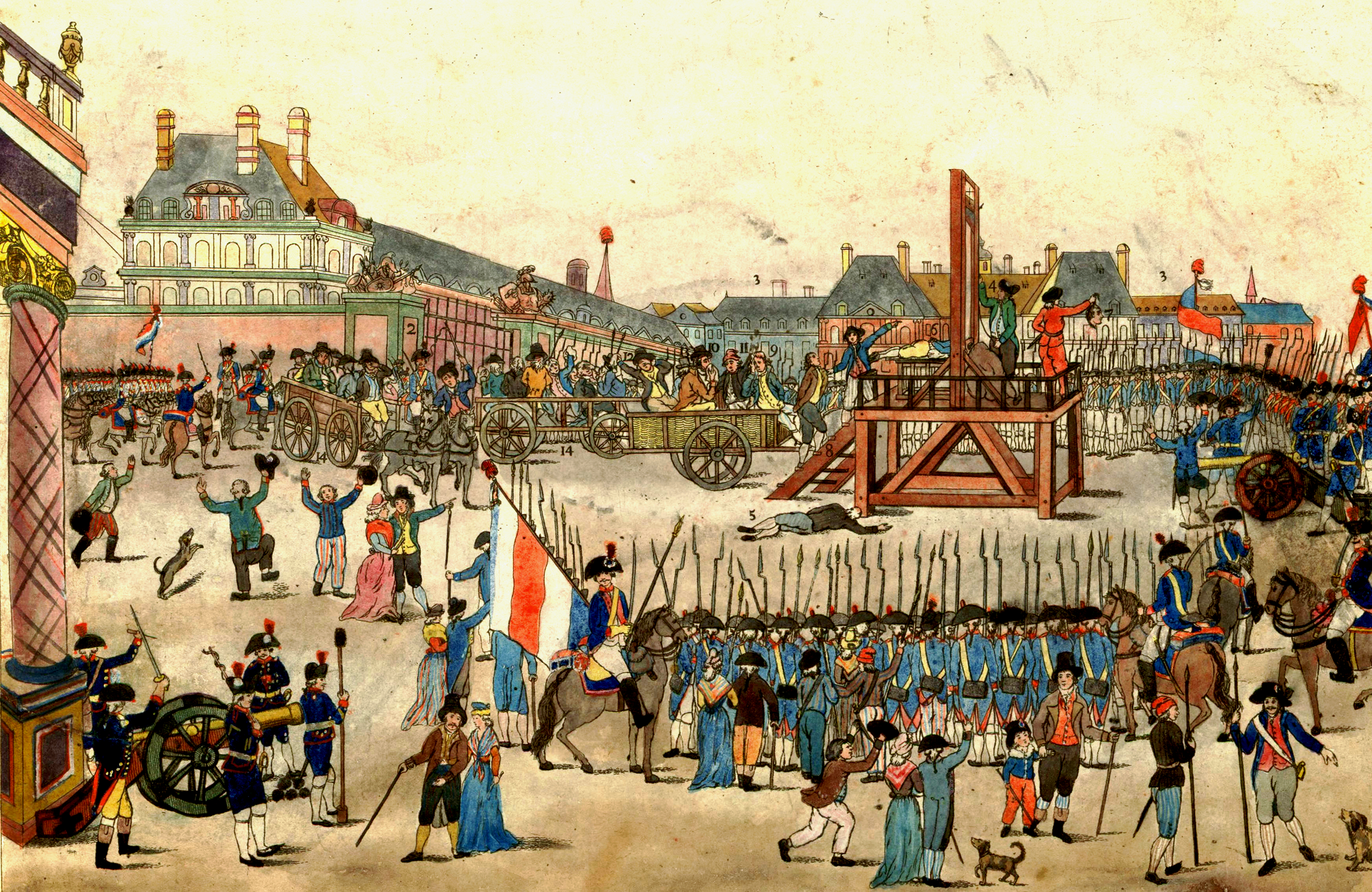
Leurs accusateurs seront eux aussi guillotinés.

- « Parisot François, ci-devant commissaire de la comptabilité, grenadier des filles St Thomas et aide de camp de La Fayette, âgé de 50 ans, natif de Lyon, département du Rhône, domicilié à Paris, département de la Seine, condamné à mort comme le 14 floréal an 2, par le tribunal révolutionnaire de Paris, comme contre-révolutionnaire, complice des nommés Tassin, et agent de la conspiration de capet, au 10 août 1792. » Il n’est pas grenadier des filles St Thomas, mais commissaire de la comptabilité des Filles du Calvaire ;

- « Deschamps Jean Baptiste (dit Trefontaine), âgé de 51 ans, natif de Rouen, grenadier du bataillon des filles St Thomas, employé au bureau d'enregistrement, domicilié à Paris, condamné à mort comme complice d'un complot qui a existé en faveur de capet et sa femme, le 14 floréal an 2, par le tribunal révolutionnaire de Paris » ;

- « Dangest Louis Gabriel, âgé de 48 ans, natif de Rumigny département des Ardennes, Mousquetaire, chevalier du ci-devant ordre de St Louis, grenadier du bataillon des filles St Thomas à Paris, condamné à mort le 11 floréal an 2, par le tribunal révolutionnaire de Paris, comme complice d'un complot qui a existé entre capet et sa femme. »  Le frère du futur général d’Hangest devenu grenadier du bataillon des filles Saint-Thomas, marche au secours du roi dans la journée du journée du 10 août 1792. Il parvient à s’enfuir du palais des Tuileries, mais est dénoncé et arrêté comme complice d’un complot de Louis XVI et guillotiné le 30 avril 1794[24] ;

- « Peret Jacques, ci-devant agent de change, commandant du bataillon des Petits pères, âgé de 36 ans, natif de Manteville, département du Calvados, domicilié à Évreux, département de l’Eure, condamné à mort le 14 floréal an 2, par le tribunal révolutionnaire de Paris, comme convaincu de complicité avec Tassin, et agent de la conspiration du tyran roi, dans la journée du 10 août 1792. »

Perret Pierre Jacques et un noble Denys Repoux de Chevagny sont exécutés avec ses membres du  bataillon. Ils sont jetés dans une fosse commune au cimetière des Errancis. Prieur de la Côte d’Or, présente le frère de Tassin de l’Etang comme « l’un des meneurs les plus perfides de la section ».
D’autres sources parleront de dix-sept simples grenadiers exécutés ou 22 et noteront que le bataillon des grenadiers des Filles- Saint-Thomas est tout entier livré à une proscription de deux ans. Une partie des survivants émigrent ou essaient de se cacher.

### L'insurrection royaliste du 13 vendémiaire an IV

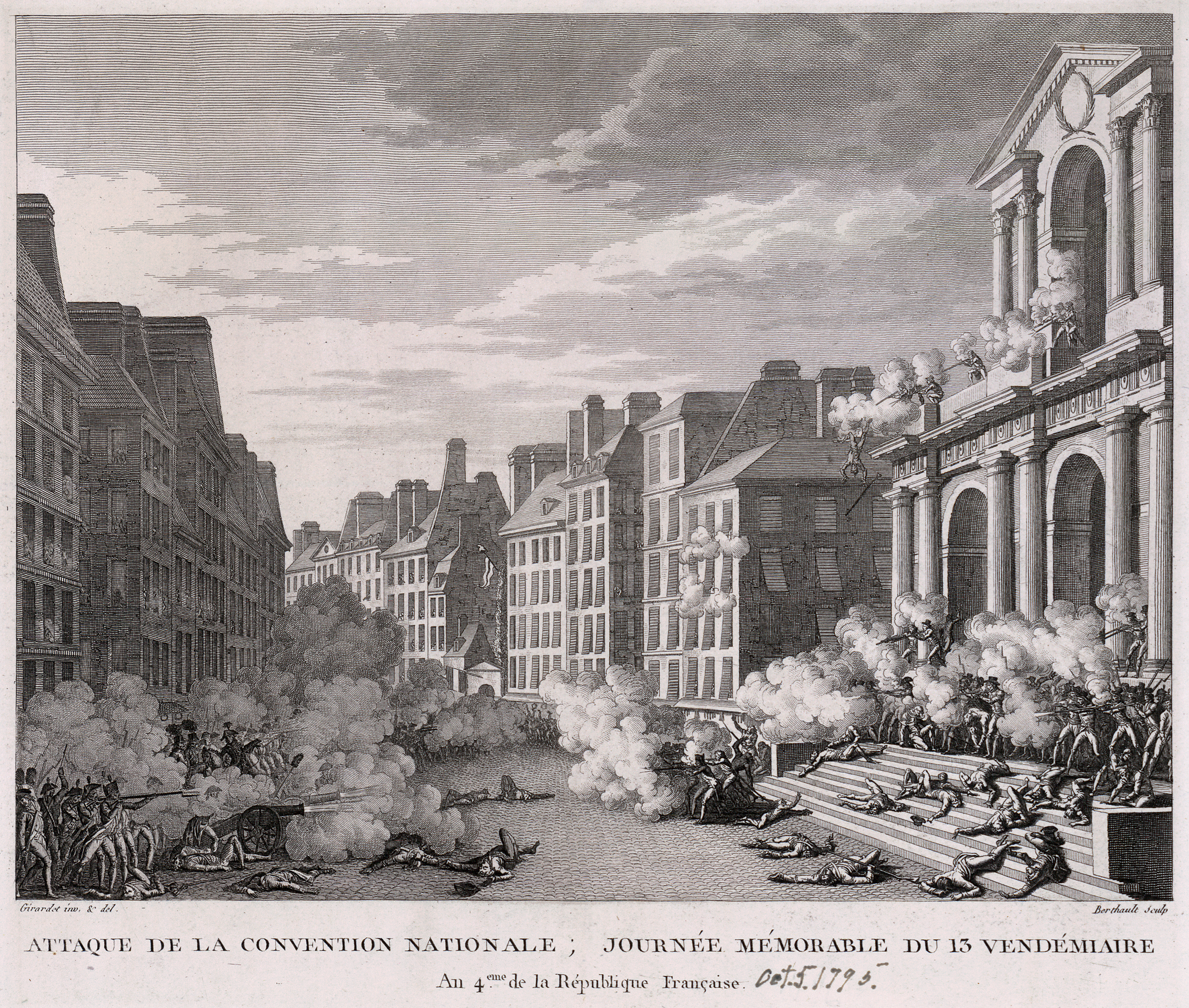
Attaque de la Convention nationale. Journée mémorable du 13 vendémiaire. An 4e de la République française.

Néanmoins, le 13 Vendémiaire, établie au couvent des Filles-Saint-Thomas sur l’emplacement actuel de la Bourse, la section des Filles-Saint-Thomas, rebaptisée Lepelletier, constitue le fer de lance des manifestants. 
Le 10 vendémiaire, la section Lepelletier appelle à l'insurrection et convoque ses électeurs pour le 11. Elle invite les quarante-sept autres sections à former un Comité central pour agir contre la tyrannie de la Convention. Sous l'influence de l'abbé Brotier, chef de l'agence royaliste de Paris, pamphlétaires et journalistes se déchaînent l'abbé André Morellet, Jean-François de La Harpe, Quatremère de Quincy, Guillaume Alexandre Tronsson, Charles de Lacretelle, Joseph Fiévée attaquent la Convention et les Comités par des libelles ardents. Le Courrier républicain, le Bulletin républicain, la Gazette universelle, la Quotidienne, le Messager du soir, bien d'autres encore sont remplis d'insultes et d’anathèmes, d'appels à la désobéissance et à l’insurrection.
Quatre-vingts électeurs de 15 sections s'y rendent. Le soir du 11 vendémiaire, sept sections se déclarent en insurrection : les sections Lepelletier, Butte des Moulins, Contrat-Social, Théâtre-Français, Brutus, Temple et Poissonnière. 
Le 4 octobre 1795, la Convention, avertie des préparatifs des royalistes, rapporte ses décrets sur le désarmement des « terroristes ». Le lendemain (13 vendémiaire an IV), elle charge Paul Barras du commandement des troupes de Paris et lui adjoint cinq généraux jacobins, dont Napoléon Bonaparte et Guillaume Marie-Anne Brune. En fait, c'est Napoléon qui dirige les opérations. Il charge Joachim Murat, alors chef d'escadron, de s'emparer des quarante canons des sections rassemblées au camp des Sablons. Ces canons sont placés aux extrémités de toutes les rues qui conduisent à la Convention...

### Sources et bibliographie
- J.-P. Cointet, Le bataillon des filles Saint-Thomas et le 10 août, Annales Historiques de la Révolution Française, no 182, octobre-décembre 1965.
- Le Cri de la nation à ses pairs ou Rendons les prêtres citoyens, par M. Hugou de Bassville, membre de plusieurs académies et du comité de district des filles Saint-Thomas (1789) [lire en ligne]